# メッシュネットワーク

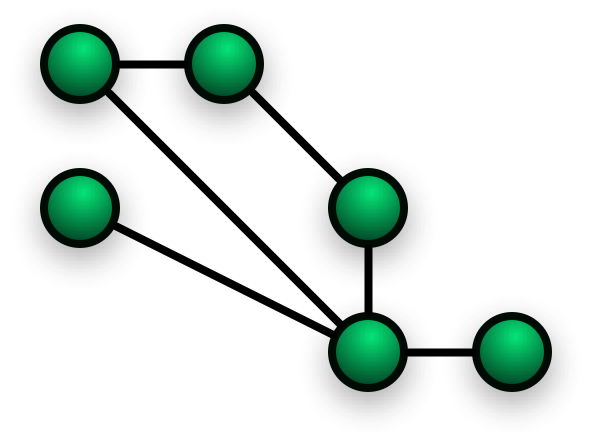
メッシュネットワークの配置の概念図

ネットワーク障害時に迂回路を経由して通信を維持する

メッシュネットワーク（英: mesh network）は、ノード間のデータや音声のルーティングの一種。故障などで使えなくなった経路が発生しても継続的に接続・再構成を繰り返し、送信先に達するまでノードからノードへ転送を行う。メッシュネットワークの中でも全ノードが相互に接続されているものを完全接続ネットワークと呼ぶ。メッシュネットワークの最大の特徴は、各ノードがトラフィックを転送する「ホップ (hop)」という動作をする点で、それによって各ノードから任意のノードへ接続する。一般に各ノードは移動可能ではない。メッシュネットワークはアドホックネットワークの一種と見ることもできる。モバイルアドホックネットワーク (MANET) とメッシュネットワークは密接に関連するが、MANET では更にノードが移動することで発生する問題にも対処する必要がある。
メッシュネットワークには自己修復性がある。1つのノードがダウンしたり、1つの接続が不良となっても、ネットワーク全体は運用可能である。結果として、非常に信頼性の高いネットワークとなる IEEE 802.1aq。この概念は無線ネットワークにも有線ネットワークにも、あるいはソフトウェアの相互のやり取りにも適用可能である。
無線メッシュネットワークはメッシュネットワークの典型的応用例である。無線メッシュは当初軍事用に開発され、20世紀末以降かなりの進歩を遂げた。無線技術が低コスト化し、無線通信装置はメッシュノードとして複数の無線通信をサポートできるようになり、クライアントアクセス、双方向サービス、移動体への高速な転送のための無線スキャンなどの機能が提供できるようになった。メッシュノードの設計がよりモジュール性が高くなり、それぞれ異なる周波数で通信する複数の無線カードをサポートできるようになった。
リソースの割り当てやパケットのルーティングのための戦略分析にゲーム理論の手法が用いられている。

## 実例
2007年初め、アメリカのMerakiは小型無線メッシュルーターを発売した。これは無線メッシュネットワークの一例である（通信速度は最大50Mbit/sとされている）。Meraki Mini の IEEE 802.11 準拠の無線通信は長距離通信に最適化されており、250m以上の範囲をカバーする。これは単一無線メッシュネットワークの実例であるが、これに対して Belair や MeshDynamics は多重無線長距離メッシュネットワークの多機能基盤を提供する。
アメリカ海軍大学院は国境警備のための無線メッシュネットワークの実証実験を行った。パイロットシステムでは、気球で高い高度に配置された航空カメラの高解像ビデオ信号をメッシュネットワーク経由で地上の拠点に集めていた。
MITメディアラボのプロジェクトでは、OLPCあるいはXO-1ノートパソコンを開発した。これは開発途上国の恵まれない学校向けを意図したもので、メッシュネットワーク技術（IEEE 802.11s 規格ベース）を使って頑健で安価な基盤を構築できる。複数のノートパソコンを同時接続することで高価な基盤が不要となり、例えばインターネットに接続したパソコンが1台しかなくとも近くのマシンがそのコネクションを共有できる。同様のコンセプトは Green Packet が実装した SONbuddy にも見られる 。
2006年6月3日、イギリスのケンブリッジで開催された“Strawberry Fair”ではメッシュネットワークを使ってテレビ、ラジオ、インターネットの生中継が行われ、約8万人が利用した。
Champaign-Urbana Community Wireless Network (CUWiN) プロジェクトは、Hazy-Sighted Link State Routing Protocol と Expected Transmission Count のオープンソース実装に基づいたメッシュネットワークソフトウェアを開発している。
SMeshはジョンズ・ホプキンス大学が開発したマルチホップ無線メッシュネットワークで802.11に基づいている。高速ハンドオーバー方式で移動クライアントであっても接続が途切れることなくネットワークを利用でき、VoIPのようなリアルタイム用途に適している。
TinyOSはカリフォルニア大学バークレィ校が主催しオープンソースで世界中の研究者により開発が進められている。2009年現在はバージョン2.xまで進行しており多種類の無線センサネットワークハードウェアをサポートする。その派生としてCrossbowのXMeshがあり、こちらは産業用途における実稼動の実績が多いとされる。近年はIEEE802.15.4ベースとしている。
無線メッシュネットワークの多くは複数の無線周波数帯で運用される。例えば、Firetideと  Wave Relay はノード間の通信には5.2GHzか5.8GHzを使うが、クライアントとノードの間は2.4GHz (802.11) を使う。これにはソフトウェア無線技術が使われている。
SolarMESHプロジェクトは802.11ベースのメッシュネットワークで、ノードの電源に太陽電池と再充電可能な電池を使うものである。既存の802.11アクセスポイントの電源を太陽電池にしただけでは、安定した電力供給ができず、うまく機能しないことが判明した。802.11s規格では省電力オプションを考慮しているが、太陽光発電の利用は中継リンクの省電力化が不可能な単一無線ノードに応用できるかもしれない。
最近の無線通信規格もメッシュネットワークの概念を取り入れている。例えばITU-TのG.hnは、既存の屋内の配線（電力線や電話線や同軸ケーブル）を使った高速なLAN（最高1Gbit/s）の規格である。電力線などのノイズの多い環境では（ノイズによって信号が減衰したり、壊れたりする）、ネットワーク内の任意の機器間での直接のやり取りは必ずしも保証できない。その場合、一部のノードを中継器として機能させ、直接通信できないノード間のメッセージを転送することができ、実質的なメッシュネットワークになっている。G.hnでは、中継はデータリンク層で行う。